# Peel P50
Peel P50 – samochód osobowy produkowany w latach 1962–1965 przez angielską firmę Peel Engineering Co. na Wyspie Man. Jest najmniejszym seryjnie produkowanym autem dopuszczonym do ruchu. Mogła wejść do niego tylko jedna osoba.
Ma 134 cm długości, 132 cm wysokości i 99 cm szerokości i ważył 59 kg. Peel P50 posiada trzy koła i jedno przednie światło. Jego silnik o pojemności 49 cm³ pozwala osiągnąć prędkość 61 km/h. Figuruje w Księdze rekordów Guinnessa jako najmniejszy produkowany komercyjnie samochód.
Samochód nie ma wstecznego biegu, alternatywą było wychodzenie z samochodu i obracanie go za pomocą uchwytu. Ze względu na małą prędkość, hałas i brak wstecznego biegu pojazd był mało popularny.
28 października 2007 roku samochód został zaprezentowany w brytyjskim programie motoryzacyjnym Top Gear. Jeremy Clarkson, mający 196 cm wzrostu, usiłował udowodnić, jak przydatne może być posiadanie takiego auta w zatłoczonej metropolii, jaką jest Londyn.